# Prolacurbs singularis
Prolacurbs singularis – gatunek kosarza z podrzędu Laniatores i rodziny Biantidae. Jedyny znany przedstawiciel monotypowego rodzaju Prolacurbs.

## Występowanie
Gatunek został wykazany ze Złotego Wybrzeża (obecna Ghana).